# Gerard Nijboer

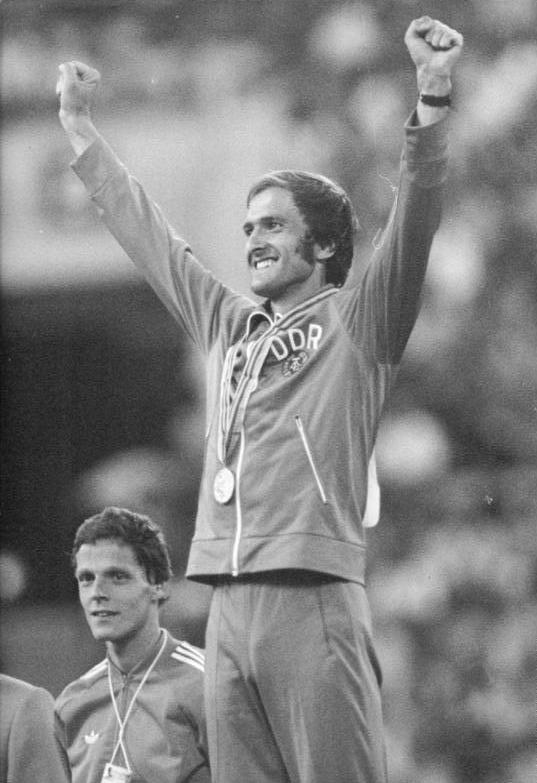
Gerard Nijboer (links) op het erepodium tijdens de OS van 1980 in Moskou.

Gerardus Hermanus Maria (Gerard) Nijboer (Hasselt, 18 augustus 1955) is een Nederlandse voormalige marathonloper. Hij kreeg in Nederland grote bekendheid wegens het behalen van olympisch zilver en de Europese titel op de marathon. Verder is hij drievoudig Nederlands kampioen op de 25 km en drievoudig Nederlands kampioen op de marathon. Hij had sinds 1982 het Nederlands record in handen op de 25 km, totdat dit record ophield te bestaan, nadat deze afstand door de Atletiekunie per 1 januari 2019 uit de recordlijst was geschrapt. Bovendien was hij lange tijd Nederlands recordhouder op de marathon.

## Biografie

### Marathonrecord
Nijboer brak in 1980 met zijn overwinning op de marathon van Amsterdam het Nederlands record op de marathon in een tijd van 2:09.01. Deze tijd zou nog jarenlang het Nederlands record blijven. Pas in 2003 werd zijn tijd door Kamiel Maase verbeterd. Nijboer won in totaal viermaal de marathon van Amsterdam.
Nijboers vaste trainingspartner en begeleider in die tijd was Roelof Veld uit Schalkhaar. Veld was in de jaren zeventig acht keer Nederlands kampioen op diverse afstanden en vestigde in 1978 een Nederlands record op de marathon (2:14.02).

### Zilver op Olympische Spelen
Zijn grootste succes was het winnen van een zilveren medaille op de Olympische Spelen van 1980 in Moskou. Hij liet alleen de regerend kampioen Waldemar Cierpinski (DDR) voor zich, ondanks het feit dat hij tot twee keer toe zijn water miste. Op het 30 kilometerpunt veegde Cierpinski alle bekers water van tafel, en op het 35 kilometerpunt stonden de verzorgers niet achter de tafel, maar ervoor. Hij nam ook deel aan de Olympische Spelen van 1984 in Los Angeles en Olympische Spelen van 1988 in Seoel.

### Europees kampioen
In 1982 werd Nijboer in Athene Europees Kampioen. Dat jaar werd hij gekozen als Sportman van het jaar.
In 1983 liep hij tijdens de wereldkampioenschappen in Helsinki op de marathon een tijd van 2:16.59 over de 42,195 km.

### Activiteiten na atletiekcarrière
Ten tijde van zijn loopsuccessen was hij van beroep Sociaal Psychiatrisch Verpleegkundige. Na zijn actieve sportcarrière werd Nijboer bondscoach en coördinator wegatletiek van de KNAU. Ook schreef hij enige tijd een column in het tijdschrift Runners - maandblad voor de loopsport. Hij is senior adviseur loopsport bij de Atletiekunie en heeft een eigen bedrijf genaamd Gerard Nijboer Loopadviezen. Ook is hij regelmatig co-commentator voor Studio Sport bij marathonwedstrijden.
Op vrijdag 12 september 2008 vond op Papendal de eerste Landelijke SDB Zorgmarathon plaats, mede-georganiseerd door Gerard Nijboer. Dat evenement omvatte een marathon in estafettevorm voor teams uit zorgorganisaties en een speciale 800 meterloop voor bestuurders van zorgorganisaties.

## Kampioenschappen

### Internationale kampioenschappen
| Titel                      | Jaar |
| -------------------------- | ---- |
| Europees kampioen marathon | 1982 |

### Nederlandse kampioenschappen
| Onderdeel                    | Jaar             |
| ---------------------------- | ---------------- |
| Nederlands kampioen 25 km    | 1979, 1982, 1986 |
| Nederlands kampioen marathon | 1979, 1984, 1988 |

## Persoonlijke records
Baan
| Onderdeel | Prestatie | Datum            | Plaats         |
| --------- | --------- | ---------------- | -------------- |
| 3000 m    | 8.05,6    | 5 augustus 1979  | Recklinghausen |
| 5000 m    | 13.56,2   | 4 juni 1979      | Papendal       |
| 10.000 m  | 28.49,2   | 5 september 1980 | Roosendaal     |

Weg
| Onderdeel      | Prestatie       | Datum             | Plaats     |
| -------------- | --------------- | ----------------- | ---------- |
| halve marathon | 1:02.34         | 30 juni 1984      | Roosendaal |
| 25 km          | 1:14.15 (ex-NR) | 3 juli 1982       | Eersel     |
| marathon       | 2:09.01 (ex-NR) | 26 april 1980     | Amsterdam  |
| uurloop        | 19.663 m        | 21 september 1980 | Brussel    |

## Palmares

### 10.000 m
- 1979:  NK - 29.12,8
- 1980:  NK - 28.49,2

### 10 km
- 1979:  Singelloop Utrecht (10.700 m) - 30.29
- 1988:  Schipholrun in Amsterdam - 29.24

### 15 km
- 1991: 12e Zevenheuvelenloop - 46.07

### 10 Eng. mijl
- 1986: 9e Dam tot Damloop - 47.37
- 1991: 9e Dam tot Damloop - 47.58

### 20 km
- 1980:  20 van Alphen - 1:01.02
- 1982: 14e 20 van Alphen - 1:03.42
- 1983: 4e 20 van Alphen - 59.22,2
- 1984:  20 van Alphen - 59.57

### halve marathon
- 1980:  City-Pier-City Loop - 1:02.59
- 1982: 6e City-Pier-City Loop - 1:03.19 (te kort parcours)
- 1985: 7e City-Pier-City Loop - 1:03.19
- 1985:  Trosloop - 1:07.18
- 1986: 10e halve marathon van Egmond - 1:09.13
- 1986:  Trosloop - 1:09.08
- 1986:  Bredase Singelloop - 1:04.05
- 1987: 4e Bredase Singelloop - 1:03.32
- 1988: 6e halve marathon van Egmond - onbekende tijd
- 1988: 10e City-Pier-City Loop - 1:04.50
- 1989:  Trosloop - 1:04.39
- 1989:  Bredase Singelloop - 1:03.42
- 1990:  halve marathon van Etten-Leur - 1:04.10
- 1990: 4e halve marathon van Utrecht - 1:06.18
- 1990: 7e Breda Singelloop - 1:06.41
- 1991: 15e Piet van Alphen Memorial in Onderdijk - 1:06.55
- 1991:  Bredase Singelloop - 1:02.59
- 1991: 9e Trosloop - 1:05.29

### 25 km
- 1978:  NK - 1:18.10
- 1979:  Paderborner Osterlauf - 1:18.02
- 1979:  NK - 1:15.53
- 1982:  NK - 1:14.15
- 1986:  NK - 1:15.44
- 1987: 4e HOL-SUI-FRA-FRG Road Races in Winschoten - 1:15.20
- 1988:  NED-FRA-FRG-SUI in Haguenau - 1:15.11

### 30 km
- 1981:  Ome-Hochi - 1:32.34
- 1982:  6-landenwedstrijd in Brescia - 1:33.12
- 1983:  Ome-Hochi - 1:33.33

### marathon
- 1979:  NK in Enschede - 2:16.48 (5e overall)[3]
- 1979: 11e New York City Marathon - 2:16.56,6
- 1980:  marathon van Amsterdam - 2:09.01 (NR)[1]
- 1980:  OS - 2:11.20
- 1982:  EK in Athene - 2:15.16
- 1983: 17e marathon van Rotterdam - 2:25.23
- 1983: 29e WK in Helsinki - 2:16.59
- 1984:  NK in Amsterdam - 2:14.28 (1e overall)
- 1984:  marathon van Los Angeles - 2:10.53
- 1984:  marathon van Columbus - 2:13.40
- 1984: DNF OS
- 1985: 5e New York City Marathon - 2:14.27
- 1986: 6e EK in Stuttgart - 2:12.46
- 1986: 19e New York City Marathon - 2:16.47
- 1988: 12e marathon van Tokio - 2:16.16
- 1988:  NK in Amsterdam - 2:12.38 (1e overall)
- 1988: 13e OS - 2:14.40
- 1989:  marathon van Amsterdam - 2:13.52
- 1989: 8e marathon van Columbus - 2:14.13
- 1990: 4e marathon van Amsterdam - 2:13.38
- 1990: DNF EK in Split
- 1990: 6e marathon van Eindhoven - 2:18.31 (haas)

### veldlopen
- 1975: 11e Warandeloop in Tilburg (9 km) - 31.55
- 1977: 4e NK in Eindhoven (12 km) - 39.34
- 1977: 140e WK in Düsseldorf (12 km) - 41.06
- 1977: 7e Warandeloop in Tilburg - 28.40
- 1978: 8e NK in Stiphout - onbekende tijd
- 1978: 11e Warandeloop in Tilburg (9 km) - 30.32
- 1979: 5e NK in Beek (11.550 m) - 37.45,6
- 1979: 129e WK in Limerick (12 km) - 40.29
- 1979: 4e Duindigtcross (8 km) - 23.40,1
- 1980: 5e Duindigtcross (8 km) - ± 24.20
- 1984:  Warandeloop in Tilburg (9 km) - 29.45

## Onderscheidingen
- Unie-erekruis in goud van de KNAU - 1980
- KNAU-atleet van het jaar - 1980, 1982
- Nederlands sportman van het jaar - 1982
- KNAU-lid van verdienste - 1993